# Лочкина (приток Чёрной)
Лочкина (в верховье Лудвица, устар. Лудва) — река в России, протекает в Псковском районе Псковской области. Устье реки находится в 6,3 км по левому берегу реки Чёрной. Длина реки составляет 51 км.
На реке стоят деревни Люботеж и Спасовщина.
Вытекает из озера Островитного на высоте 144,0 м над уровнем моря.

## Данные водного реестра
По данным государственного водного реестра России относится к Балтийскому бассейновому округу, водохозяйственный участок реки — Водные объекты бассейна озера Чудско-Псковское без реки Великая. Относится к речному бассейну реки Нарва (российская часть бассейна).
Код объекта в государственном водном реестре — 01030000312102000027558.